# Tegenaria nervosa
Tegenaria nervosa är en spindelart som beskrevs av Simon 1870. Tegenaria nervosa ingår i släktet husspindlar, och familjen trattspindlar.
Artens utbredningsområde är Frankrike. Inga underarter finns listade i Catalogue of Life.